# Hochstein (Šluknovská pahorkatina)
Hochstein (hornolužickosrbsky Rubježny hród, česky doslovně Vysoký kámen a Loupežný hrad/zámek) je 541 m vysoký vrch na území hornolužické obce Cunewalde (místní část Obercunewalde) v zemském okrese Budyšín v Sasku.

## Charakteristika
Vrch leží v německé části Šluknovské pahorkatiny (Lausitzer Bergland) a její mesogeochoře Severní hornolužická vrchovina (Nördliches Oberlausitzer Bergland). Hochstein je celkově 11. nejvyšším vrcholem Šluknovské pahorkatiny a 4. nejvyšším vrcholem v její německé části. Vrchol leží na území Obercunewalde, místní části obce Cunewalde, část svahů pak náleží ke vsi Wuischke, místní části obce Hochkirch, a ke Kleindehse, místní části obce Lawalde. Geologické podloží tvoří střednězrnný lužický granodiorit spolu s hybridním dvojslídým granodioritem. Převládajícím půdními typem je podzolová kambizem, kterou okrajově doplňuje pseudoglej. Celý vrch náleží k povodí Sprévy a Labe a k úmoří Severního moře. Vrch je téměř celý zalesněný převážně jehličnatým lesem. Hochstein leží v chráněné krajinné oblasti Oberlausitzer Bergland a na většinu svahů zasahuje evropsky významná lokalita Czorneboh und Hochstein.
Přes vrchol vedou modře a červeně značené turistické trasy. Červená se nazývá Nördlicher Kammweg (Severní hřebenovka) a spojuje významné vrcholy nejsevernější části Šluknovské pahorkatiny. Ve vrcholové části se nachází zbytky kamenného valu. Ten měl sloužit v polovině 14. století jako opevnění pro loupežníky a odráží se v hornolužickosrbském pojmenování vrchu.

## Galerie

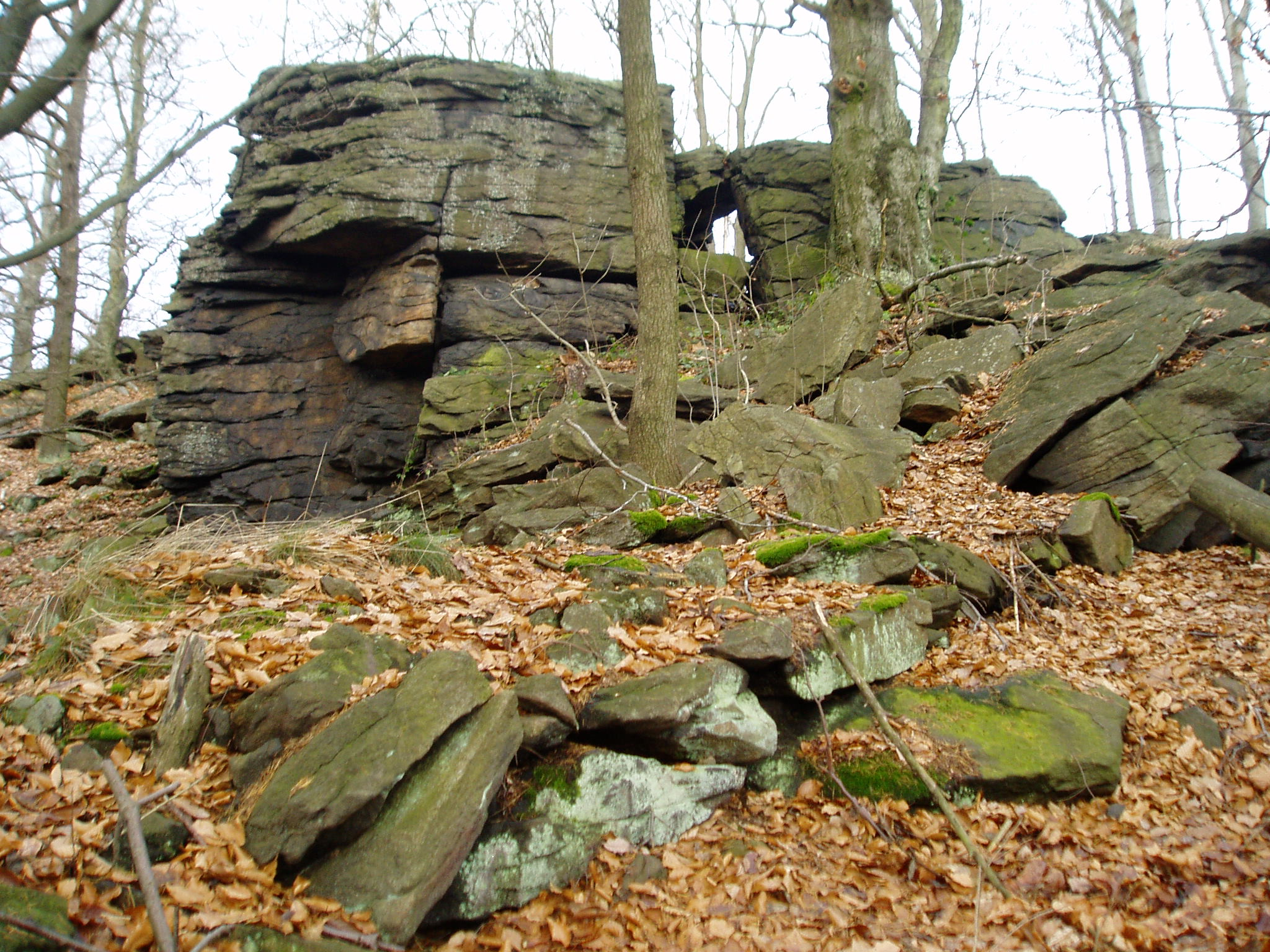
Skalní brána se zbytky kamenného valu
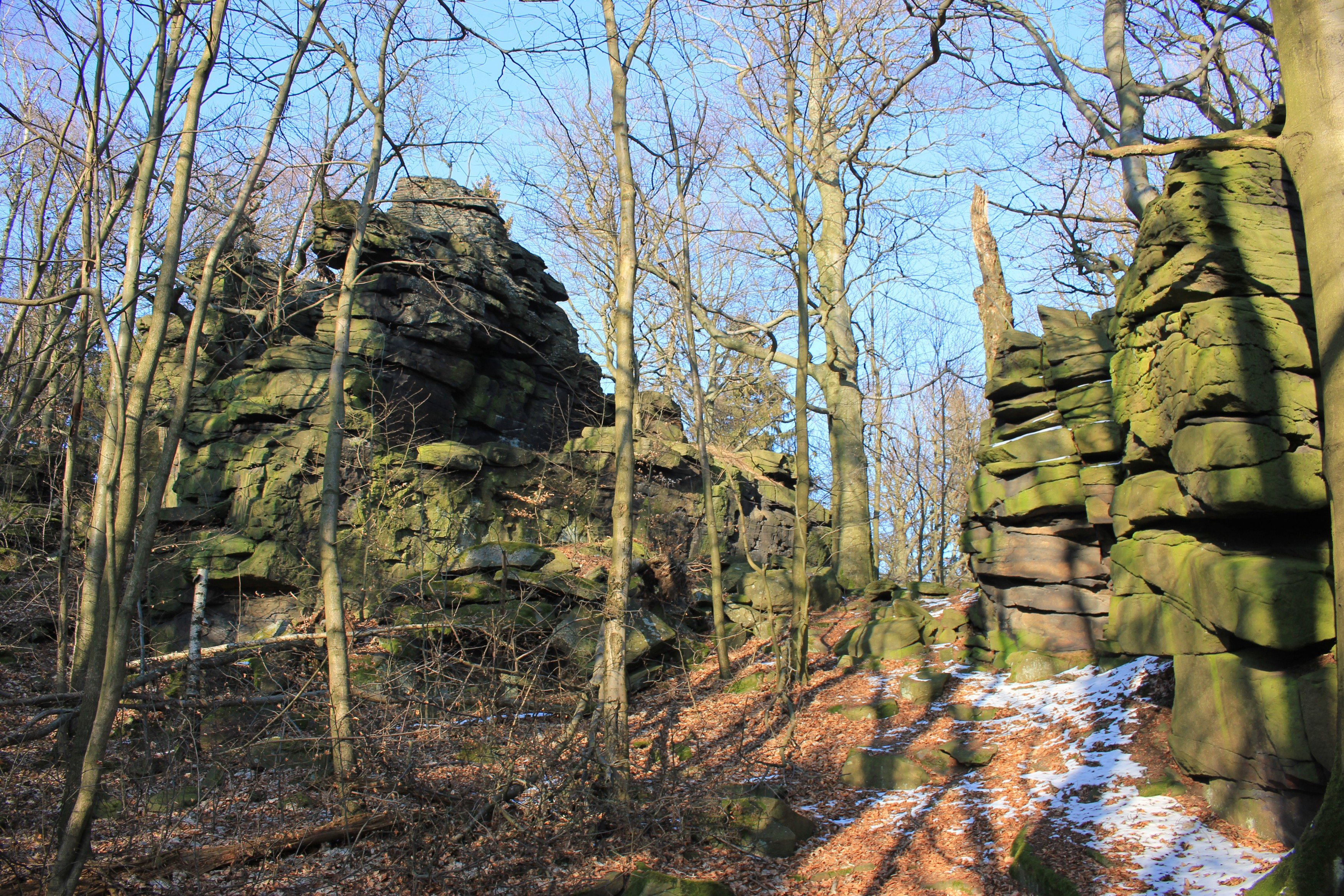
Skály na vrcholu